# Mixotoxodon
Mixotoxodon war eine Gattung der ausgestorbenen Notoungulata, die im Pleistozän in Zentralamerika, der nördlichen Hälfte Südamerikas und dem Süden Nordamerikas vorkam. Die einzige bekannte Art der bislang monotypischen Gattung ist Mixotoxodon larensis.

## Forschungsgeschichte und Etymologie
Die Erstbeschreibung von Gattung und Typusart erfolgte 1957 durch Richard Van Frank auf Basis von Belegmaterial, das bereits 1938/39 vom US-amerikanischen Paläontologen George Gaylord Simpson in der Nähe von San Miguel im Osten des Bezirks Jiménez im venezolanischen Bundesstaat Lara geborgen worden war, zu dessen Namen der Artzusatz larensis gebildet ist. Der Gattungsname Mixotoxodon leitet sich ab vom altgriechischen μῖξις mixis ‚Mischung‘ und dem schon bestehenden Gattungsnamen Toxodon für die Typusgattung der Toxodontidae. Van Frank wählte den Namen um auf eine Eigenheit in der Bezahnung des Unterkiefers hinzuweisen, die nach seiner Ansicht Merkmale zweier Unterfamilien, sowohl der Toxodontinae als auch der Haplodontheriinae, aufwies.
Die Vorkommen pleistozäner Säugetierreste in der Umgebung von San Miguel waren vom Salesianer-Mönch, Lehrer und Historiker Hermano Nectario María entdeckt worden. Im September 1938 reiste Simpson auf Einladung der Regierung Venezuelas und in Begleitung seiner zweiten Ehefrau Anne Roe nach Lara, um gemeinsam mit Nectario María bei San Miguel nach Fossilien zu graben. Die Grabungen wurden von Einheimischen aus der näheren Umgebung der Fundstellen unterstützt und erbrachten Fossilbelege für mindestens zwei Arten aus der Familie der Toxodontidae, ein Riesenfaultier der Gattung Eremotherium, Zähne von Pferden und Osteoderme von Glyptodonten. Das Mixotoxodon zugeordnete Belegmaterial aus diesen Grabungen befindet sich heute im American Museum of Natural History (AMNH). Als Holotypus wurde ein Unterkieferfragment mit der Inventarnummer AMNH 48854 festgelegt.
Bereits 1934 war in der Provinz Alajuela in Costa Rica der Schädel eines Vertreters der Toxodontidae gefunden und zunächst als der Gattung Toxodon zugehörig beschrieben worden. Erst 1993 wurde das Fossil als Mixotoxodon larensis erkannt. Zu diesem Zeitpunkt waren von dem ursprünglich fast vollständigen Schädel, der unter der Inventarnummer CFM 846 am Museo Nacional de Costa Rica (MNCR) aufbewahrt wurde, nur noch ein kümmerlicher Rest des bezahnten Oberkiefers und einige einzelne Zähne vorhanden. Eine 1939 veröffentlichte Skizze und Fotos des Originalfossils ließen jedoch noch Rückschlüsse auf die Anatomie des Schädels zu.

## Merkmale

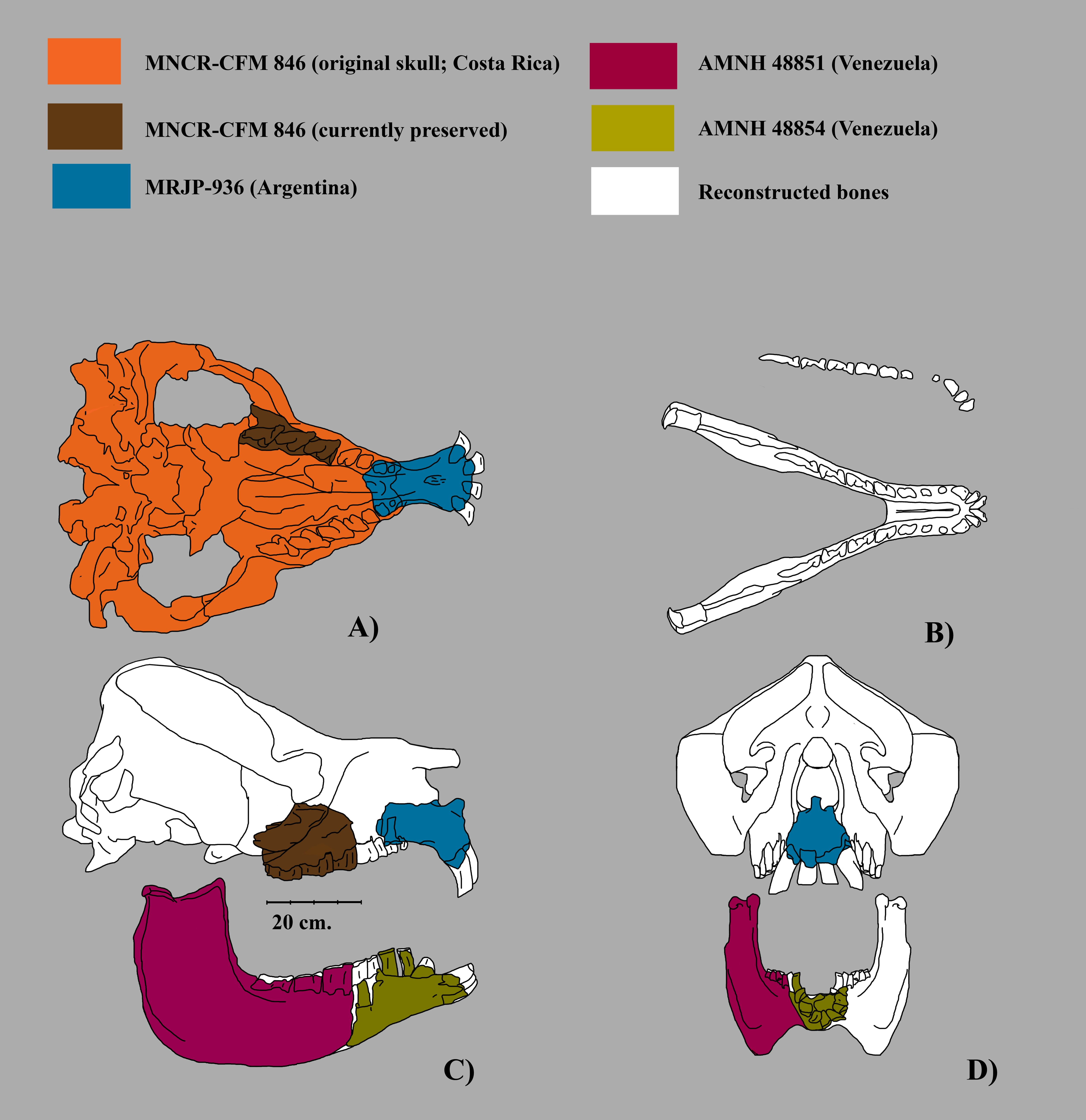
Schädelrekonstruktion auf Basis der bekannten Fossilfunde

Mixotoxodon glich in seiner äußeren Gestalt in etwa einem heutigen Nashorn. Van Frank beschreibt die Größe als vergleichbar mit der von Toxodon platensis, was einer Kopf-Rumpf-Länge von 2,9 m bei einer Körpermasse von mehr als einer Tonne entsprechen würde. Andere Autoren geben für Mixotoxodon Körpermassen von bis zu 3,8 Tonnen an.
Obwohl von ähnlicher Größe, unterscheidet sich Mixotoxodon von Toxodon insbesondere durch seine gerade, annähernd zylindrische Schnauze. Während sich bei Toxodon der Unterkiefer an seinem distalen Ende deutlich verbreitert, ähnlich wie bei heutigen Flusspferden, ist er bei Mixotoxodon annähernd gerade.
Weitere, gattungstypische Merkmale beziehen sich auf Besonderheiten in der Form der Bezahnung. Die Prämolaren tragen zungenseitig keinen Zahnschmelz. Der erste untere Molar m1 zeigt zwischen Metaconid und Entoconid (zwei Höcker der Kaufläche der unteren Molaren) eine deutliche Schmelzfalte („Meta-Entoconid-Falte“), die beim zweiten unteren Molar (m2) dagegen nur sehr schwach ausgebildet ist oder ganz fehlt.
Es sind nur sehr wenige postkraniale Skelettelemente bekannt, die sich Mixotoxodon zuordnen lassen. Van Frank erwähnt in seiner Erstbeschreibung einen Axiswirbel, einen Speichenknochen, fünf Ellenknochen, eine Kniescheibe und ein Fersenbein, die sich möglicherweise Mixotoxodon larensis zuordnen lassen.

## Geographische und zeitliche Verbreitung

Geographische Verbreitung der bekannten Fossilfunde

Neben der Typuslokalität in Venezuela nannte Van Frank in seiner Erstbeschreibung bereits das Departamento Copán in Honduras und das Departamento San Miguel in El Salvador als weitere Fundgebiete von Mixotoxodon larensis.
Bis zum Jahr 2008 waren zahlreiche Fundstellen bekannt, die sich vom Süden Mexikos über Guatemala, Honduras, El Salvador, Nicaragua, Costa Rica und Panama bis in den Norden Südamerikas erstreckten. In Südamerika selbst waren Funde aus Venezuela, Kolumbien, Brasilien und Bolivien bekannt.
In den Jahren 2011 und 2013 wurden Funde von Mixotoxodon aus der Provinz Santiago del Estero in Argentinien und dem Süden von Texas bekannt, die das Verbreitungsgebiet erheblich nach Süden und Norden erweiterten.
Die ältesten Fossilnachweise von Mixotoxodon stammen von Fundstellen in El Salvador und möglicherweise auch Costa Rica, die in das Altpleistozän (Frühes Irvingtonian (etwa 1,8–1,0 Ma) der Nordamerikanischen Landsäugerzonierung NALMA) gestellt werden. Die meisten Funde stammen jedoch aus dem Mittel- bis Jungpleistozän (Rancholabrean (etwa 0,5–0,012 Ma) der Nordamerikanischen Landsäugerzonierung NALMA). Die Funde aus Argentinien und Texas lassen sich ebenfalls letzterem Zeitraum zuordnen.

## Systematik
Die innere Systematik der Toxodontidae, und damit auch die systematische Stellung von Mixotoxodon, ist keineswegs abschließend geklärt.
Zum Zeitpunkt der Erstbeschreibung von Mixotoxodon wurden die Toxodontidae in drei Unterfamilien gegliedert, die Nesodontinae, die Toxodontinae und die Haplodontheriinae, wobei die beiden letzteren unter anderem daran unterschieden wurden, dass bei den Toxodontinae an den unteren Molaren m1–2 eine Meta-Entoconid-Falte vorhanden war, während dieses Merkmal an den unteren Molaren m1–3 der Haplodontheriinae fehlte. Van Frank hatte nun ein Taxon vor sich, das Merkmale beider Unterfamilien zu vereinen schien und nahm darauf in der Wahl des Gattungsnamens Bezug. Er entschied sich dazu Mixotoxodon in die Unterfamilie der Toxodontinae zu stellen und warf gleichzeitig die Frage in den Raum, ob eine Unterscheidung zwischen Toxodontinae und Haplodontheriinae tatsächlich sinnvoll sei.
Ungeachtet der Zweifel Van Franks wurde die Familie der Toxodontidae bis 1990 um zwei zusätzliche Unterfamilien, die Xotodontinae und die Dinotoxodontinae, erweitert. Die Gültigkeit der Dinotoxodontinae wurde allerdings bereits 1993 vom französischen Paläontologen Pierre-Antoine Saint-André wieder in Frage gestellt. Gleichzeitig stellte er Mixotoxodon in die Unterfamilie der Haplodontheriinae.
In einer umfassenden phylogenetischen Analyse konnten Norma L. Nasif et al., 2000 darlegen, dass, abgesehen von den Nesodontinae, keine der propagierten Unterfamilien eine monophyletische Gruppe bildeten. Sie vereinigten deshalb alle nicht den Nesodontinae zuzuordnenden Taxa in einer gemeinsamen Unterfamilie Toxodontinae. Die Gliederung der Toxodontidae in nur zwei Unterfamilien wurde von späteren Bearbeitern zwar bestätigt, zur inneren Systematik der Toxodontinae herrscht jedoch noch kein allgemeiner Konsens.
Nasif et al., 2000 fanden Mixotoxodon in einer gemeinsamen Teilklade mit Calchaquitherium, Xotodon und Nonotherium. Analía M. Forasiepi et al., 2014 identifizierten Mixotoxodon zwar als Schwestertaxon von Calchaquitherium, fanden beide Gattungen jedoch in einer gemeinsamen Klade mit Trigodon und Paratrigodon sowie Pericotoxodon, Pisanodon und Posnanskytherium, während Xotodon und Nonotherium nach ihrer Analyse eine eigene Teilklade abseits davon bildeten. In einer Analyse, die von Ricardo A. Bonini et al., 2017 veröffentlicht wurde, zeigte sich Mixotoxodon ebenfalls als Schwestertaxon von Calchaquitherium. Die beiden Gattungen bildeten gemeinsam mit Pisanodon, Trigodon und Paratrigodon sowie Pericotoxodon eine eigene Teilklade, die von Xotodon und Nonotherium als jeweils unabhängige Schwestertaxa begleitet wurde. Die Gattung Posnanskytherium findet sich in dieser Analyse in einer anderen Teilklade, abseits davon.
Das hier dargestellte Kladogramm folgt einer Analyse, die von Juan D. Carrillo et al., 2018 veröffentlicht wurde. Mixotoxodon findet sich in dieser Analyse zusammen mit Piauhytherium, Gyrinodon und Falcontoxodon in einer gemeinsamen Teilklade innerhalb der Toxodontinae. Die Gattungen Xotodon, Calchaquitherium, Trigodon, Paratrigodon, Pericotoxodon und Pisanodon bilden eine eigene Teilklade abseits davon, und die Gattungen Nonotherium und Posnanskytherium zeigen sich als Mitglieder einer dritten Teilklade innerhalb der Toxodontinae.

## Palökologie
Mixotoxodon war, wie alle Vertreter der Toxodontidae, vermutlich ein reiner Pflanzenfresser. Die hochkronigen und beständig nachwachsenden, wurzellosen Zähne (Hypselodontie) wurden als Hinweis auf Gräser (C4-Pflanzen) als bevorzugte Nahrung und dementsprechend eine weitgehend offene Savannenlandschaft als Lebensraum interpretiert. Die δ13C-Isotopensignaturen im Zahnschmelz von Mixotoxodon-Funden aus Panama und Honduras belegen jedoch einen erheblichen Anteil an C3-Pflanzen im Nahrungsspektrum und die entsprechenden Habitate werden als von C3-Pflanzen dominierte Wälder mit weitgehend geschlossenem Kronendach, jahreszeitlich bedingten Trockenperioden und nur untergeordnet vorhandenen, von C4-Pflanzen dominierten Graslandgebieten interpretiert.
Mixotoxodon ist der einzige bekannte Vertreter der Notoungulata, der im Rahmen des Großen Amerikanischen Faunenaustausches Nordamerika erreichte. Vor allem in Fundstellen des jüngeren Pleistozäns (Rancholabrean) treten Fossilien von Mixotoxodon regelmäßig gemeinsam mit Fossilresten von Eremotherium und der Gattung Equus auf. Das auffällige gemeinsame Auftreten dieser Taxa wurde auch als „EME-Häufung“ (nach den beteiligten Gattungen Eremotherium, Mixotoxodon und Equus) bezeichnet und scheint eine typische Faunenassoziation des jüngeren Pleistozäns in diesem Gebiet zu repräsentieren.